# Sector energético
El sector energético de una nación se refiere al sector de actividades primarias, secundarias y terciarias destinadas a la producción, transportación, innovación, manejo y venta de los productos energéticos del país.
Los recursos energéticos de un país difieren según la abundancia y variedad de los recursos naturales del área. Entre los recursos energéticos más explotados se encuentran el petróleo, el gas natural, el carbón, etc. También existen diversos tipos de productos energéticos producidos de varias formas, como la electricidad.